# Amerila accra
Amerila accra là một loài bướm đêm thuộc phân họ Arctiinae, họ Erebidae.